# Джон Гопкрофт
Джон Едвард Гопкрофт (англ. John Edward Hopcroft; нар. 7 жовтня 1939) — американський дослідник-теоретик в галузі інформатики. Його підручники з теорії алгоритмів (також відома як книга Попелюшки) та структур даних вважаються стандартом у своїй галузі. Є професором інженерії і прикладної математики у комп'ютерних науках у Корнельському університеті.

## Біографія
Гопкрофт здобув 1961-го ступінь бакалавра в університеті Сиетлу, потім продовжив навчання у Стенфордському університеті, де здобув ступені магістра і Ph.D. у 1962 та 1964 відповідно. Він працював три роки у Принстонському університеті, після чого перемістився до Корнельського університету, де працює і дотепер.
Окрім своєї наукової роботи, Джон Гопкрофт широковідомий через свої книжки по алгоритмах і формальних мовах у співавторстві з Джеффрі Ульманом та Альфредом Ахо, які є класичними у галузі.
Він отримав премію Тюрінга — найпрестижнішу нагороду у галузі комп'ютерних наук — разом з Робертом Тарджаном у 1986-ому. У номінації сказано, що він отримав премію «за фундаментальні досягнення у розробці й аналізі алгоритмів та структур даних». Разом з його роботою з Тарджаном над планарними графами, він також відомий через алгоритм Хопкрофта-Карпа для знаходження паросполук у двочасткових графах. У 2005-му він отримав меморіальну премію Гаррі Ґуда «за фундаментальний внесок у вивчення алгоритмів та їхніх застосувань у інформаційній обробці.»
У 2008-му він також отримав премію за видатне просвітництво імені Карла Карлстрома «за його бачення і вплив на комп'ютерні науки, включаючи співавторство у визначальних дла галузі праць по теорії і алгоритмах, які продовжать робити вплив на студентів 40 років по тому, даючи поради студентам на PhD, які самі вже роблять великий внесок у комп'ютерні науки, і надаючи впливове керівництво у дослідженнях у галузі комп'ютерних наук та освіті на національному і міжнародному рівнях.»
Гопкрофт також разом з Джеффрі Ульманом отримав у 2010-ому медаль Джона фон Неймана «за закладання основ для галузей автоматів і лінгвістичної теорії та багато плідних внесків до теоретичних комп'ютерних наук.»